# Svarta nejlikan
Svarta nejlikan är en svensk film från 2007 regisserad av Ulf Hultberg och med Michael Nyqvist och Lisa Werlinder i huvudrollerna.
Filmen handlar om hur den svenske ambassadören Harald Edelstam (spelad av Michael Nyqvist) agerade under militärkuppen i Chile 1973, då han genom att erbjuda fri lejd och politisk asyl i Sverige lyckades rädda livet undan diktaturen på över 1 500 förföljda chilenare och andra latinamerikaner.
Filmen, som är en internationell samproduktion mellan Sverige, Danmark, Mexiko och Chile, spelades in i Chile mellan den 19 januari och 15 mars 2006.

## Rollförteckning (i urval)
- Michael Nyqvist – Harald Edelstam
- Lumi Cavazos – Ana Dominguez
- Kate del Castillo – Consuelo Fuentes
- Lisa Werlinder – Susanne Martens
- Carsten Norgaard – Winther
- Cristián Campos – Coronel Maldonado
- Patrick Bergin – USA-ambassadör
- Daniel Giménez Cacho – Ricardo Fuentes